# توماس بيرسي (مؤامرة البارود)
توماس بيرسي (بالإنجليزية: Thomas Percy)‏‏ (1560 - تُوفي في 8 نوفمبر 1605) كان عضوًا في مجموعةِ الكاثوليك الإنجليزية الإقليمية التي خَططت لمؤامرة البارود الفاشلة عام 1605.